# Red Faction: Armageddon
Red Faction: Armageddon es un videojuego del género de videojuego de disparos en tercera persona desarrollado por Volition, Inc. y publicado por THQ. Es la cuarta entrega de la serie Red Faction, y fue lanzado para Microsoft Windows, PlayStation 3 y Xbox 360, en varios países de todo el mundo entre el 7 de junio y el 10 de junio de 2011. Las pobres ventas, dieron como resultado la decisión de THQ para dejar de hacer juegos de la franquicia Red Faction y negativamente afectaron los cuartos financieros. Los derechos de la serie son ahora propiedad de Nordic Games.

## Jugabilidad
Red Faction: Armageddon se centra en un mundo con entornos destructibles. El jugador debe reclamar fortificaciones cultistas en la superficie desastrosa y devastada del planeta y defender a los colonos de criaturas hostiles marcianas en las antiguas minas y simas debajo de ella para lograr la limpieza de infestaciones de todas las estructuras.
Utilizando el imán Gun, Darío, el gran protagonista, dispara primero a un objeto, a continuación, a un segundo objeto, y luego los cohetes del primer objeto van hacia el segundo.
Las declaraciones de la Nano-Forge, habiendo sido transmitidas a través de dos generaciones de la familia Mason. El padre de Darío ha incorporado la herramienta con una función que invierte cualquier acción y toda la destrucción para hacer a los objetos hechos por el hombre. La Nano-Forge también contará con una capacidad conocida como Impacto, que descarga una increíblemente poderosa ráfaga de fuerza que puede soplar estructuras y lanzar a los enemigos a sus pies.
Darío y  la Nano-Forge, tienen armas y armaduras que son todas actualizables, mejorando su eficiencia, desbloqueando nuevas habilidades, y alterarando su apariencia.
En el E3, Volition debutó el exosuit LEO "Un traje robótico con potente armamento y cuya fuerza mayor, sin embargo, lo mejor parece ser su capacidad para bloquear a través de estructuras con poco esfuerzo. Darius pilotó el LEO a toda velocidad contra una horda de alienígenas, salpicando a ellos al entrar en contacto , y luego derribó un edificio infestado por ellos estrellándose a través de sus paredes".
El juego cuenta con un modo cooperativo multijugador para hasta cuatro jugadores, llamado infestación, que cuenta con dos modos de juego diferentes, la supervivencia donde se tiene que sobrevivir a oleadas de atacantes extranjeros cada vez más desafiantes y de defensa en las que necesita para defender las zonas de ataque.
En una serie de seis partes de YouTube, el principal desarrollador de la historia del juego de Leo y Max reveló el "modo Ruina". Este modo consiste en nada más que "soplar la materia para arriba". Los jugadores pueden tomar todo el tiempo que quieran, o causar tanta destrucción como sea posible en un minuto. Para el último modo se han apoyado en tablas de clasificación con todos los amigo.
Sin embargo, el modo Ruina sólo estará disponible para los jugadores que compren el juego nuevo o compran un código en línea, ya que a los jugadores se les da la opción de o bien jugar a la demo del modo o introduzca un código usando los métodos mencionados anteriormente.

## Sinopsis

### Ajuste
El juego tiene lugar en el planeta Marte. Está situado en el año 2175, cincuenta años después de los eventos de Red Faction: Guerrilla. Desde la liberación de Marte, la superficie del planeta se ha vuelto inhabitable. Esto ocurrió cuando la máquina de Terraformación masiva en Marte, junto con el suministrador de los mismos con su atmósfera de la Tierra -como fue destruida por Adam Hale, antagonista de la clave del juego, causando super-tornados y las tormentas eléctricas violentas para engullir el planeta. Para sobrevivir, los colonos se vieron obligados a huir a las minas subterráneas de Marte construidas por sus antepasados, y concentrase en la creación de una red de cuevas habitables bajo la superficie del planeta y la creación de colonias allí.
El juego comienza cinco años después de la reubicación de las minas en 2175, y sigue a Darius Mason, nieto de los héroes de la revolución de Marte Alec Mason y Samanya, los protagonistas de Red Faction: Guerrilla, que dirige una serie de lucrativas empresas con sede en el Bastion, el centro subterráneo de la actividad Colona, incluyendo la minería, los basureros y el trabajo de los mercenarios. Pocas personas sanas se aventuran a la superficie devastada de Marte, aparte de los contratistas como Darius y los contrabandistas que transportan mercancías entre los asentamientos. Darius acude engañado a abrir un misterioso gran eje, en un antiguo templo Merodeador por una fanática sacerdotisa Merodeador, que despierta una carrera de fondo latente de criaturas marcianas, causando un Armagedón en Marte. Los Colonos y los asentamientos Merodeador ahora están destrozadas por los nuevos enemigos, y la culpa de todo el desastre es coloca sobre Darius, pronto incitan a varios colonos enojados para formar multitudes y atacarlo en su furia. Ahora Darius debe unirse a la Red Faction para limpiar su nombre y salvar a la gente de Marte, como lo hizo su abuelo 50 años antes que él.

### Argumento
Un grupo de cultistas, una facción disidente de los Merodeadores dirigidos por Adam Hale, atacó y capturó el terraformador que controla el clima de Marte. Las Fuerzas de la Red Faction, dirigidos por Frank Winters, junto con Darius Mason, hicieron un asalto al terraformador. Lamentablemente, Adam, disfrazado como uno de los miembros de la Red Faction, engaño a Darius y destruyó el terraformador. La destrucción de los Terraformadores dio como resultado una muy rápida catástrofe ambiental que obliga a toda la población a ir bajo tierra.
Hay un avance rápido hasta unos años más tarde, Darius ahora trabaja como minero independiente junto con un amigo Merodeador nombrado Kara dentro de la ciudad de Bastion. Darius comienza a salir de Bastion para hacer trabajo cuando Kara le dice que no debe ir debido a una fuerte tormenta que viene y que ella tiene un mal presentimiento sobre el trabajo. Mason se encoge de hombros diciendo qué no tiene nada de que preocuparse. A continuación, le un medallón de Benjamin Franklin, y le explica "supone que para protegerse de los ataques de iluminación" este es para la buena suerte. Cuando Darius es enviado para hacer el trabajo de minería, se queda atrapado en los túneles. Al mismo tiempo, se entera de que fue engañado otra vez por Adam Hale y los miembros del culto que se disfrazaban como arqueólogos están detrás de la contratación de Mason para abrir un sello que liberara a una raza alienígena llamada la Plaga. la cual, casualmente pasa a morar en los mismos túneles. Después de caer por un acantilado que lo dejó inconsciente durante tres días, Darius, guiado por SAM (Módulo de Sensibilización de Situación), escapa a los túneles por una colonia minera subterránea donde se encuentra la plaga atacando a los ciudadanos. La agrupación con los sobrevivientes y algunos soldados de la Red Faction, que acompañan a un convoy de ambulancias a Bastión con la ayuda de un exosuit LEO que se encuentra en el camino. Darius entonces llega a Bastion para descubrir que la ciudad está invadida por la plaga, con todos los heridos escondido en el centro de la ciudad. Darius los ayuda a salir, sólo para que ellos a su vez van sobre él cuando se enteran de que estaba involucrado en la liberación de la plaga. Cuando él se escapa a la superficie, los perseguidores siguientes son atacados por la raza alienígena. La Red Faction, junto con Frank, se presenta y lo arresta, pero son atacados, momento en el que Darius se une a la Red Faction y los ayuda a defenderse de la plaga. Informó que Hale está involucrado con la liberación de la plaga, Frank dijo que Darius sabe dónde los cultistas se esconden. Darío los asalta en un andador con Kara, y descubre a Hale tratando de domar a la plaga. Darius luego intenta tratar de matar a Hale, pero falla. Debido a esto, él trata de escapar en una vagoneta. Hale persigue a Darius con su andador. Finalmente, el andador se ve mermada por los golpes. Darius saca su arma imán para terminar con Hale pero piezas del techo caen sobre él, dando como resultado que Hales quede decapitado. A continuación, es recogido por Kara y escapan en un andador a una ciudad Merodeador donde esperan aprender más acerca de la plaga. Descubren una entrada secreta que está llena de lava, pero es inaccesible, así que Darius y Frank toman una barcaza a la máquina que se utiliza para aumentar la lava, y se destruyen al bajar la lava. Darius y Kara luego van a través de los túneles para encontrar a la reina, pero Kara es asesinada cuando salen para reparar una pierna. Con Kara ida, Darius toma venganza personal contra la Reina. Él la encuentra, y en la lucha, le debilita. Enfurecido, ella comienza su ascenso a la superficie con el fin de apoderarse de ella. En este punto, SAM descubre que la plaga no puede soportar el aire puro. Al oír esto, Darius con la ayuda de la forja nano necesita para reparar el terraformador para traer de vuelta la atmósfera. SAM explica que debido a su profundidad bajo tierra tendría que romper la superficie rápida para detener a la plaga antes de terminar la corriendo Marte. Mason decide la forma más rápida de la superficie es aferrarse a uno de los tentáculos de la Reina durante su ascensión. Él encuentra el terraformador que Hale ha destruido, atraviesa la infestación de la plaga dentro y hace reparaciones que, terminan matando a la plaga.
Pronto llega la Red Faction al terraformador para asegurar el área. Después de una breve conversación con Frank, Mason se ve en el terraformador para ver como las nubes comienzan a disiparse después de años de tormentas de polvo. Una tormenta comienza a aparecer a una distancia, Darius saca el medallón Franklin que recibió y se queda mirando a ella. SAM le advierte a Darius de la alta concentración de la radiación que entra en la atmósfera a la que Mason responde "Es fácil genio. Ese es el sol".

## Desarrollo
El juego fue anunciado en la forma de un breve teaser trailer el 4 de junio de 2010 en GameTrailers TV. El juego también se lució en el E3 2010 del 15 de junio al 17 de 2010. Durante la Comic-Con de San Diego, 2010, una promoción de cómics titulada Red Faction: Armageddon # 0 se presentó como un regalo gratis. Un juego multijugador basado en vehículo descargable llamado Red Faction: Battlegrounds fue lanzado en abril de 2011. Además, en la red Syfy que produjo una película directa para la televisión que cierra la brecha entre la historia de Guerrilla y Armagedón, titulado Red Faction: Orígenes. Fue lanzado el 7 de junio de 2011.
Una demo jugable para el videojuego fue anunciado en abril, y fue lanzado el 3 de mayo de 2011 para la Xbox 360. La demo jugable para PlayStation 3 fue lanzada el 2 de junio de 2011. Una demo jugable de la versión para Windows fue lanzada exclusivamente a través del OnLive servicio.
Para promover Red Faction: Armageddon, THQ lanzó Red Faction: Battlegrounds, un videojuego de disparos multidireccional en abril de 2011. El juego ha sido desarrollado por THQ Digital Warrington y fue lanzado en Xbox Live Arcade y PlayStation Network. Red Faction: Battlegrounds es un juego de género videojuego de disparos doble stick basado en un vehículo de arriba hacia abajo, con un modo de juego similar a un derby de demolición. Una revisión de Worthplaying dio al juego un 5/10.
El contenido descargable titulado Camino a la guerra fue lanzado para el videojuego. Cuenta con cuatro nuevas misiones para un solo jugador, nuevas armas y logros.

## Cine
"Red Faction: Orígenes" es un largometraje de ciencia ficción, una película directa para televisión producida por Universal Cable Productions y OVNI Films debutando en el canal SyFy. Las estrellas de cine Brian J. Smith como Jake Mason y Robert Patrick como Alec Mason, el protagonista principal de Red Faction: Guerrilla y actúa como una precuela de Red Faction: Armageddon. La película fue estrenada el 4 de junio de 2011 para coincidir con el lanzamiento de Armagedón.
La película fue anunciada por SyFy el 16 de abril de 2010, como una película piloto de dos horas. Por lo tanto, si es bien recibida, la película, que se desarrollaría en una serie de televisión. Volition confirmó el título de la película el 06 2011 y su fecha de lanzamiento el 19 de julio de 2010. En febrero de 2012, la película para televisión sigue en estudio de Syfy que se desarrollarán en una serie de televisión.
GameZone dio a la película un 7 sobre 10, que dice "Al final, THQ y SyFy hicieron algo sólido con éste. Red Faction: Orígenes no se siente como una película slapdash barata, y sin duda se ajusta a la sensación de la franquicia." IGN le dio un 7, que dice "Red Faction: Orígenes supera [...] las restricciones presupuestarias y la naturaleza de fórmulas de su trama lo suficiente como para hacer una agradable experiencia aunque sea algo previsible [...] sin duda una mejor. Las películas de adaptaciones de juegos a largometrajes con presupuestos mucho más grandes.

## Recepción

### Recepción de la crítica
Red Faction: Armageddon ha recibido críticas mixtas o promedio. Los sitios web de agregación de reseñas de GameRankings y Metacritic dieron a la versión para PC 75,93% y 75 centésimas, la versión para Xbox 360 73.93% y 71/100 y para la versión PlayStation 3 73.76% y 71/100.
GameSpot dio al juego un 8,0 sobre 10, diciendo "Red Faction: Armageddon. Vuelve a las raíces lineales de la serie con gran éxito gracias a un arsenal divertido y potente destructibilidad muy minuciosa, rasgando su camino a través de esta aventura alienígena aniquiladora es muy gratificante. La campaña y el modo de infestación ofrecen una buena cantidad de contenido, y la llegada de la pistola del imán debe ser celebrada por cualquier persona con un gran anhelo de estragos. Es una de las más poderosas, inspiradoras, y francamente hilarantes mecánicas de juego para entrar a lo largo de desde hace tiempo, y hace que Red Faction:. Armagedón sea inmensamente atractivo".
GameSpy dio a Armagedón 2,5 estrellas de 5, afirmando que "La campaña principal ha pasado de ser un, juego de estilo Grand Theft Auto a un automático de composición abierta para un tono estrictamente lineal, los primeros trimestres, y el desorden mal trazado", y también describe el 'modo de ruina "como" ... increíblemente divertido en ráfagas cortas, pero sin ningún tipo de objetivos generales o verdaderos sentidos de recompensas, es realmente más de una pérdida de tiempo que un juego honesto para la bondad en sí mismo. " Sin embargo, lo hizo alabar por las nuevas armas disponibles, diciendo: "... usted consigue un poco de engranaje bastante ingeniosa con la que no dicho trato."
IGN le dio un 7,0, diciendo: "A pesar de sus cuentos y de la estimulación, los problemas olvidables con la campaña, Red Faction: Armageddon. Es una buena diversión para dejar salir en tu hijo su interior destructivo".
GameZone dio al juego un 8,5 sobre 10, diciendo "Yo no estaba seguro de si me gustaría el cambio del juego de Guerrilla, la fórmula mundo abierto, a uno basado en misiones más lineal. Sin embargo, este no fue el caso. La historia es apasionante, aunque a veces un poco cliché, los controles son muy acertados, y la nivelación de todo lo que está a tu alrededor nunca pasa de moda. Red Faction: Armageddon. Es simplemente una explosión el jugar a través de el".
Engadget dio al juego una calificación de 2,5 estrellas de 5: "En Red Faction: Armageddon, el desarrollador Volition no se ha quedado con todo lo que hizo a Red Faction: Guerrilla, Grande. Y se queda con un nudo monótono, sin corazón de la competencia por sus esfuerzos".

### Path to War
La versión de Path to war recibió críticas mixtas en Metacritic.

### Ventas
Las ventas de Red Faction: Armageddon eran pobres y el juego fue considerado un fracaso comercial por THQ. Debido a esto, el 27 de junio de 2011, THQ ha anunciado que los planes para futuras entregas habían sido cancelados. Las ventas decepcionantes de Armagedón, junto con otros factores, habían llevado a THQ a perder 38,4 millones de dólares en un año fiscal. Si bien no hay cifras de ventas reales que fuesen reveladas, después de que THQ se declaró en bancarrota en diciembre de 2012, el desarrollador Volition, que fue comprado por Deep Silver en una subasta, reveló que el desarrollo tanto de Red Faction: Guerrilla y Red Faction: Armageddon. había "perdido un poco" de dinero "para THQ.